# Кондоглу, Фотис
Фо́тис Ко́ндоглу (греч. Φώτης Κόντογλου; 8 ноября 1895, Айвалык, Малая Азия — 13 июля 1965, Афины) — греческий писатель, художник, реставратор и переводчик первой половины XX века. В обзорном издании века «100 лет Греция» именуется «первым и основным представителем течения возврата искусства к греческой народной традиции и православной эстетике».

## Биография
Родился в городе Кидониес (Айвалык) на эгейском побережье Малой Азии в 1895 году, в семье Николаоса Апостолелиса и Деспо Кондоглу. Отец умер через год после рождения Фотиса и попечительство над ним и тремя его старшими братьями взял на себя его дядя, Стефанос Кондоглу, который был игуменом монастыря Святой Параскевы. Дяде Фотис обязан тем, что за ним закрепилась фамилия семьи матери. Детские и юношеские годы он прожил в Айвалыке. Здесь он окончил школу в 1912 году. В гимназии его одноклассником был будущий писатель и художник Стратис Дукас. Фотис был членом редколлегии учеников, которая издавала журнал «Мелисса»(«Μέλισσα» — «Пчела»). Кроме этого Кондоглу иллюстрировал журнал. После окончания школы в Айвалыке Кондоглу поступил в Афинскую школу изящных искусств, которую, однако, так и не окончил. В 1914 году он оставил школу и отправился в Париж, где изучал работу различных школ живописи. Одновременно он сотрудничал с журналом Illustration и в 1916 году выиграл первый приз в конкурсе журнала за иллюстрацию романа «Голод» норвежского писателя Кнута Гамсуна. В 1917 году совершил путешествия в Испанию и Португалию и в 1918 году вернулся во Францию. В этот период он написал свою первую книгу, «Педро Казас».

## Кидониес
После окончания Первой мировой войны и капитуляции Османской империи, в мае 1919 года, греческая армия, по мандату Антанты, взяла регион под свой контроль и Кидониес вошёл в оккупационную зону Смирны. Мандат предписывал Греции контроль региона на 5 лет (до проведения референдума). Кондоглу вернулся на Родину, в Айвалык, который официально именовался по гречески Кидониес. 
Здесь он создал культурное общество "Новые люди" (Νέοι Άνθρωποι), в котором также участвовали Венезис, Дукас, Дадиотис, Валсамакис и другие местные литераторы и художники. Здесь он также издал своего Педро Казас. Одновременно Кондоглу был назначен в женскую гимназию Кидониес, где преподавал французский язык и историю искусства. 
Тем временем, межсоюзнические антагонизмы привели к тому, что Италия, а затем Франция стали оказывать поддержку туркам. Греческая армия нанесла поражение кемалистам в Сражении при Афьонкарахисаре-Эскишехире, но, не разрешив вопрос о судьбе греческого населения Ионии, не решалась оставить Малую Азию и совершила в 1921 году поход на Анкару, которую не смогла взять. Как писал греческий историк Д. Фотиадис, «тактически мы победили, стратегически мы проиграли». В 1921 году Кондоглу был мобилизован в греческую армию, но в том же году был демобилизован. 
Фронт застыл на год. В августе 1922 года он был прорван. 
29 августа турки вошли в Айвалык. Практически всё мужское население было отправлено в рабочие батальоны вглубь Анатолии, где было истреблено в ходе маршей смерти
Митрополит Григорий Кидонийский сумел получить разрешение на заход судов с соседнего Лесбоса, под американским флагом и под гарантии Американского Красного креста, чтобы вывезти оставшихся 20 тысяч греческого гражданского населения. 
Сам Григорий отказался покинуть свою митрополию и вместе с другими священниками был казнён 3 октября
сожжением заживо.

## Беженец
Кондоглу оказался в числе беженцев из Айвалыка и первоначально прибыл в соседний Митилини, держа в руках спасённую им икону Святой Параскевы. Но затем, после восторженных отзывов о его книге со стороны таких литераторов, как Алексиу, Авгерис, Казандзаки и Казандзакис, он был приглашён в Афины. В 1923 Кондоглу совершил поездку на Афон. Здесь он  обнаружил для себя византийское изобразительное искусство, обращая внимание в особенности на Критскую школу, выполнил множество копий и написал много текстов. По возвращении со «Святой горы» он издал альбом Искусство Афона и организовал первую выставку со своими работами живописи. В 1925 году он издаёт в Афинах журнал «Филики Этерия», в котором печатались Дукас, Варналис, Авгерис, Алексиу и др. В том же 1925 году он женился на своей землячке Марии Хадзикамбури и обосновался в афинском муниципалитете Новой Ионии.

## Реставратор и церковный художник
С 1931 года Кондоглу стал работать реставратором икон в музеях (Византийский и Христианский музей (Афины) и др) и расписывал храмы (Богородицы Капникарея, Храм Святой Варвары (Эгалео), Храм Святого Андрея по улице Левкосии (Афины), Храм Святого Георгия (Кипсели), часовни Заимиса в Рио и Песмазоглу в Кифисия, Живоносного Источника в Пеании, Кафедральный храм Родоса и другие).
В 1933 году Кондоглу начал преподавать Историю искусств и живописи в американском колледже Афин. 
В последующие годы принял участие в организации византийского отдела в Музее Керкиры (1935). В 1935-1937 годах Кондоглу реставрировал росписи в византийском городе-крепости Мистра. 
В 1937 году он был приглашён в Египет, где производил реставрационные работы в Коптском музее Каира.

## Муниципалитет
В 1938—1939 годах он исполнил настенные росписи в здании Муниципалитета Афин. 
Своими росписями Кондоглу хотел показать непрерывность в веках греческого духа. Он отобразил 40 персонажей древней мифологии и греческой истории на четырёх продолговатых поверхностях, следуя манере византийской живописи. Его работы располагались в зале-читальне Муниципальной библиотеки. Сегодня здесь располагаются приёмные залы службы регистрации актов гражданского состояния муниципалитета. 

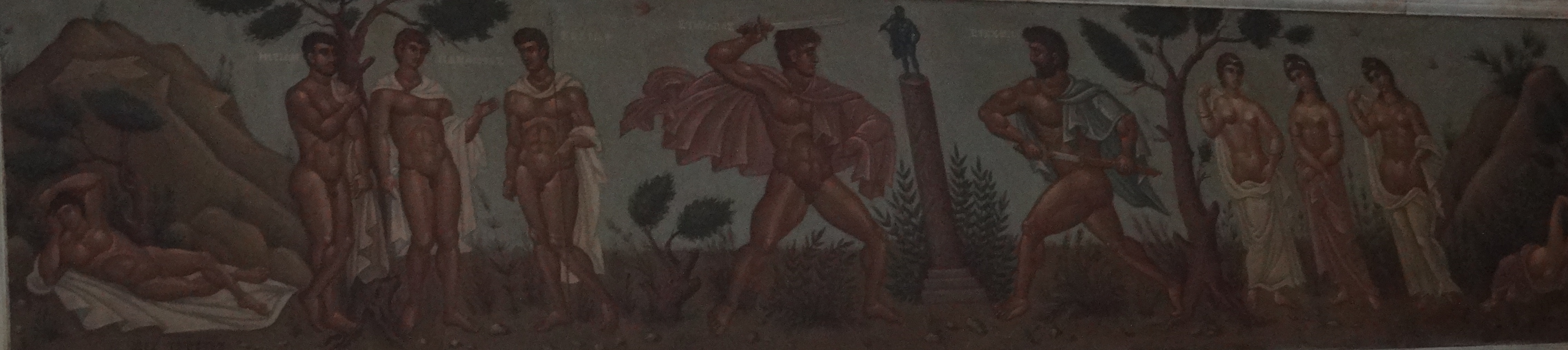
Эрехтей и Евмолп. Зал муниципалитета Афин

## Назад, к традиции
Н. Зикас пишет, что вклад Кондоглу в греческую живопись можно подвести к трём единствам: его живописи, основанной на византийской технике; его церковным росписям, возвращавшим православную живопись в греческие церкви; его дидактическим работам, ставшим рычагом поворота современной греческой живописи к открытию художественных и духовных ценностей греческой традиции. 
Когда Кондоглу произвёл свой «бурный вход» в художественную жизнь Греции, там происходил поворот от Мюнхенской школы к новаторствам Парижа. 
Кондоглу своей работой игнорировал обе чужеродные тенденции и обратил своё внимание к забытой в течение более одного века художественной традиции страны. 
Трагедия греческой Малой Азии дифференцировала его от Запада, придав ему чувство ответственности за продолжение традиции, пережившей разрушение Византии, которая находилась в опасности после искоренения турками коренного православного населения Малой Азии и угрозы вестернизации искусства жизни и самой религии в свободной Греции. 
Сопротивляясь вестернизации, Кондоглу боролся за возрождение традиционной церковной росписи: вместе с Костисос Бастиасом и Василисом Мустакисом он издавал журнал «Ковчег» (Κιβωτός), в котором статьями и фотоматериалами поддерживал свою борьбу. Эта его борьба имела и изъяны: Кондоглу нёс собой из периода своей учёбы в Париже любовь импрессионистов к примитивному искусству и, вернувшись в Грецию, изучал и копировал византийскую живопись, основываясь на этих критериях. Так, византийская икона должна была быть чистой и не подверженной любому другому влиянию. Идейная ангажированность будет характеризовать его творчество, поскольку «он сам после Второй мировой войны напишет, что он решил посвятить свой талант Христу», что внесло качественную разницу между довоенным и послевоенным Кондоглу. 
Ещё до войны он обратился к Анастасию Орландосу, бывшему тогда директором Службы реставрации и поддержания древних и византийских памятников, с предложением, чтобы церкви строились и украшались фресками в византийском стиле.

## Признание
Кондоглу получил Приз Афинской академии (1961 за книгу Выражение православной иконописи (Έκφρασις της Ορθοδόξου Εικονογραφίας), Приз Пурфина «Группы двенадцати» (1963) за книгу Айвалык, моя родина и Национальное Отличие Искусств и Литературы Афинской академии за его труды в целом. 
Многие из литературных работ Кондоглу были изданы после его смерти. 
Кондоглу умер в Афинах 13 июля 1965 года из-за послеоперационной инфекции.

## Дом Кондоглу

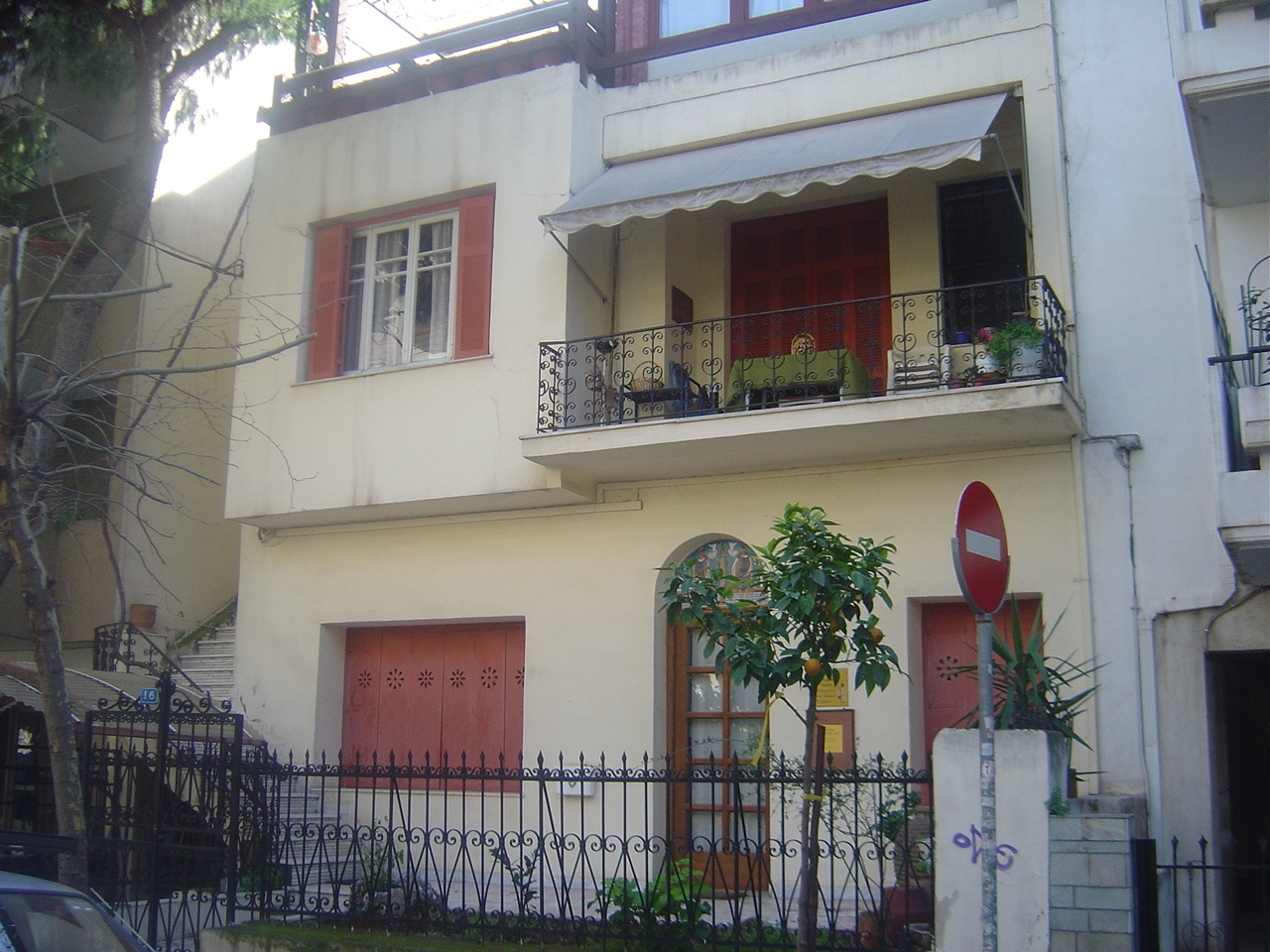
Дом Кондоглу в Афинах

В 1932 году он построил свой дом по улице Визиину 16, где Кондоглу и его ученики Яннис Царухис и Никос Энгонопулос расписали все комнаты. В годы тройной германо-итало-болгарской оккупации Греции и наступившего голода в Афинах Кондоглу был вынужден продать дом за мешок муки и переселиться с семьёй в гараж. Новый хозяин закрасил стены.

## Работы
- Путешествия в различные части Греции и Востока, описания того что мы слышали с от византийцев, франков, венецианцев и турок, 1928. -Ταξείδια σε διάφορα μέρη της Ελλάδας και της Ανατολής, περιγραφικά του τί ακούμε από τα χρόνια των Βυζαντινών, των Φράγκων, των Βενετσάνων και των Τούρκων, 1928.
- Бог Конан и его монастырь погружения, 1943.-Ὁ θεός Κόνανος καί τό μοναστῆρι του τό λεγόμενο καταβύθιση, 1943
- Истории и случаи и другие всевозможные писания, 1944. -Ἱστορίες καί περιστατικά κι' ἄλλα γραψίματα λογῆς λογῆς, 1944.
- Корсар Педро Казас, 1944. '- 'Ὁ κουρσάρος Πέδρο Καζᾶς, Γλάρος, 1944.
- Греческий моряк в южных морях, 1944. -Έλληνας θαλασσινός στίς θάλασσες τῆς νοτιᾶς, Γλάρος, 1944.
- Африка и моря Юга, 1944. -'Η Αφρική και οι θάλασσες της Νοτιάς, Γλάρος, 1944.
- Древние люди Востока: Настоящая история, 1945.- Οἱ ἀρχαῖοι ἄνθρωποι τῆς Ἀνατολῆς: Ἱστορία ἀληθινή, Νικολόπουλος, 1945.
- Детский календарь 1949- Ἡμερολόγιον παιδικόν τοῦ 1949, Ἀποστολική Διακονία, 1949
- Айвалык, моя родина, 2000. -'Το Αϊβαλί, η πατρίδα μου, Παπαδημητρίου, 2000.
- Богородица и Пресвятая: По рождестве Дева и по смерти жива, 2000. -Παναγία και Υπεραγία: Η μετά τόκον παρθένος και μετά θάνατον ζώσα, Αρμός, 2000.
- Скромные гиганты, 2000. -Γίγαντες ταπεινοί, Ακρίτας, 2000.
- Непоколебимый фундамент, 2000. -Το ασάλευτο θεμέλιο, επιμέλεια Κώστας Σαρδελής, Ακρίτας, 2000.
- Малое празднование, 2000 -Μικρό Εορταστικό, Ακρίτας, 2000.
- Воскресший Христос: Испытание разумного, 2001 -Ανέστη Χριστός: Η δοκιμασία του λογικού, Αρμός, 2001
- Тайные цветы: То есть : Тексты о бессмертных ценностях православной жизни, 2001 -Μυστικά άνθη: Ήγουν: Κείμενα γύρω από τις αθάνατες αξίες της ορθόδοξης ζωής, Παπαδημητρίου, 2001
- Рождество Христово: Удивительное таинство, 2001-Χριστού γέννησις: Το φοβερόν μυστήριον, Αρμός, 2001
- Чтобы получить представление о живописи, 2002.- Για να πάρουμε μια ιδέα περί ζωγραφικής, Αθήνα : Αρμός, 2002.
- Жестокий обет, 2003. -Σκληρό τάμα, εικονογράφηση Γιώργου Κόρδη, Αρμός, 2003.
- Захват Города (см. Константинополя), 2003. -Το πάρσιμο της Πόλης, εικονογράφηση Σταμάτης Μπονάτσος, Ακρίτας, 2003.
- Путешественники и мечтатели, 2005. -Ταξιδευτές κι ονειροπόλοι, επιμέλεια Νίκος Αγνάντος, Ακρίτας, 2005.

## Переводчик
В 1937 году Кондоглу перевёл пьесу Мольера "Проделки Скапена", которая в следующем, 1938, году была поставлена на сцене Национального театра. В 1952 году Кондоглу перевёл книгу Л. Успенского «Икона».

## Внешние ссылки
- Νίκος Ζίας, Ο Φώτης Κόντογλου και η Νεοελληνική Ζωγραφική,
- http://www.hprt-archives.gr/V3/public/main/page-assetview.aspx?tid=0000008643 (недоступная+ссылка)
- http://www.hprt-archives.gr/V3/public/main/page-assetview.aspx?tid=0000007096 (недоступная+ссылка)
- http://www.hprt-archives.gr/V3/public/main/page-assetview.aspx?tid=0000008280 (недоступная+ссылка)
- Βιογραφικό Σημείωμα-ΕΚΕΒΙ